# Ephesia persimilis
Ephesia persimilis là một loài bướm đêm trong họ Erebidae.